# サミル・アラオイ

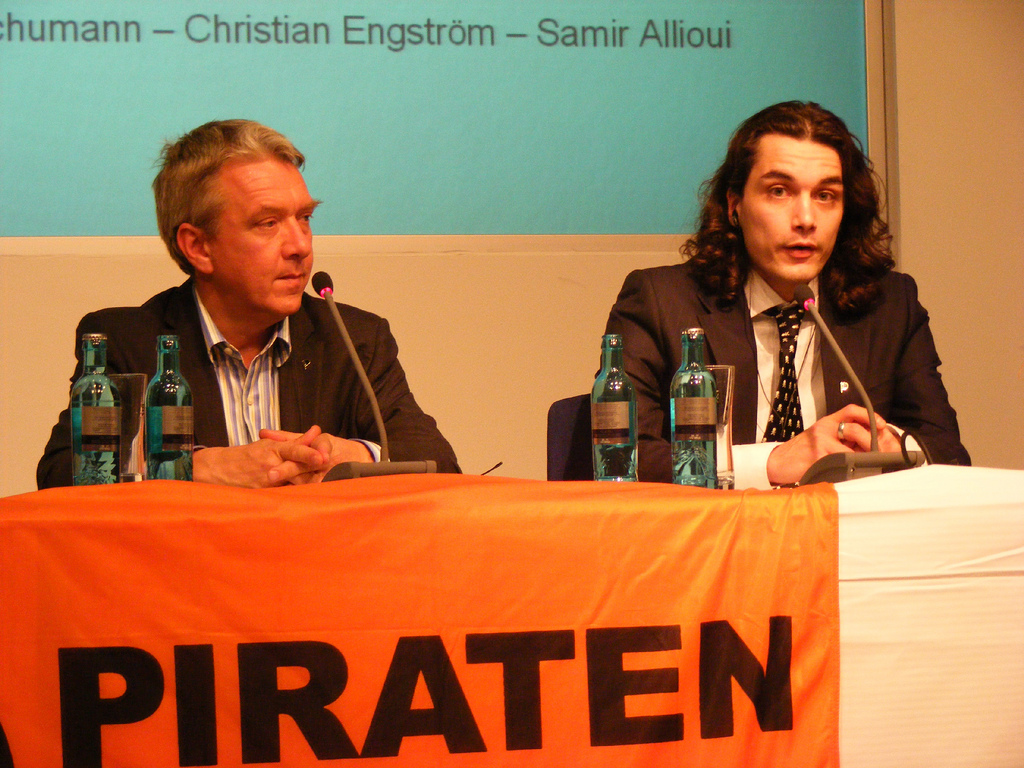
アラオイ氏（右）

サミル・アラオイ（オランダ語: Samir Allioui、1983年 - ）はオランダの政治家。2010年3月から2011年4月まで海賊党インターナショナル代表。2010年3月からオランダ海賊党の党首を務める。